# Ljudmila Michailowna Alexejewa

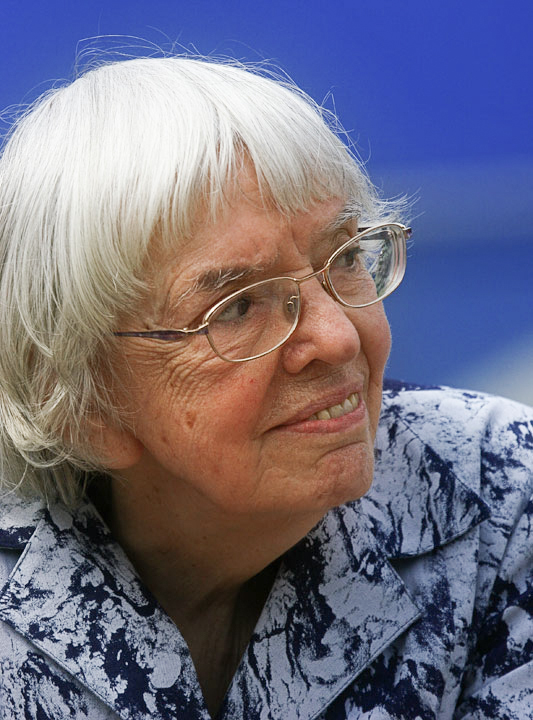
Ljudmila Michailowna Alexejewa (2005)

Ljudmila Michailowna Alexejewa (russisch Людми́ла Миха́йловна Алексе́ева, wiss. Transliteration Ljudmila Michajlovna Alekseeva; * 20. Juli 1927 in Jewpatorija auf der Krim; † 8. Dezember 2018 in Moskau) war eine russische Historikerin, Menschenrechtsaktivistin und sowjetische Dissidentin.
Alexejewa war 1976 Gründungsmitglied der Moskauer Helsinki-Gruppe und ab dessen Gründung im Jahre 2004 Mitglied im Menschenrechtsrat beim russischen Präsidenten.

## Leben

### Sowjetische Periode
Als Ljudmila Alexejewa noch ein Kind war, zog ihre Familie nach Moskau. Sie wohnten zunächst im Vorort Ostankino in einer schlichten Hütte, bis sie 1937 ins Zentrum von Moskau ziehen konnten. Es war eine arme Familie, die Eltern erhielten aber in der jungen Sowjetunion die Chance auf eine höhere Ausbildung: Der Vater studierte Ökonomie, die Mutter arbeitete nach einem Mathematik-Studium am Institut für Mathematik der Akademie der Wissenschaften der UdSSR.
Ljudmila Alexejewa schloss 1950 an der Staatlichen Universität Moskau ein Archäologie-Studium ab und 1956 ein Studium am Moskauer Institut für Volkswirtschaftslehre und Statistik. 1952 trat sie der KPdSU bei.
Von 1959 bis 1968 arbeitete Ljudmila Alexejewa als Wissenschafts-Redakteurin im Nauka-Verlag. In dieser Zeit gehörte Ljudmila Alexejewa zu jenen Dissidenten, welche Petitionen für verfolgte Dissidenten wie Alexander Ginzburg und Juri Galanskow unterzeichneten. Im April 1968 wurde sie aus der Kommunistischen Partei ausgeschlossen und vom staatlichen Nauka-Verlag entlassen.
Sie fand 1970 eine neue Tätigkeit am staatlichen Institut für wissenschaftliche Informationen über Soziale Wissenschaften der UdSSR, wo sie bis 1977 blieb, wandte sich aber desillusioniert von der sowjetischen Ideologie ab und entschloss sich, auf eine sichere Karriere als Wissenschaftlerin zu verzichten. In dieser Zeit wurde sie zur Menschenrechtsaktivistin.
Im Frühjahr 1976 war Ljudmila Alexejewa ein Gründungsmitglied der Moskauer Helsinki-Gruppe, die sich für die Einhaltung der Schlussakte von Helsinki durch die Sowjetunion und andere Ostblock-Staaten einsetzte. In der Schlussakte der Konferenz über Sicherheit und Zusammenarbeit in Europa (KSZE) hatten sich die Staaten beiderseits des Eisernen Vorhangs unter anderem zur Achtung der Menschenrechte und Grundfreiheiten verpflichtet. Sie wurde die Redakteurin und Archivarin dieser Menschenrechtsorganisation und ihre Wohnung war lange Zeit das inoffizielle Büro der Moskauer Helsinki-Gruppe.

### Emigration
Im Februar 1977 wurde Ljudmila Alexejewa unter Androhung der Festnahme gezwungen, die Sowjetunion zu verlassen. Sie zog in die USA, gründete dort eine Art Auslandsbüro der Moskauer Helsinki-Gruppe und schrieb regelmäßig über die sowjetische Dissidenten-Bewegung.
1985 veröffentlichte sie die erste umfassende Monographie über die Geschichte der sowjetischen Dissidenten, 1990 eine Autobiographie über die sowjetische Dissidentenbewegung mit dem Titel Die Tauwetter-Generation.
Daneben arbeitete Ljudmila Alexejewa als Journalistin für Radio Liberty und Voice of America.

### Rückkehr nach Russland

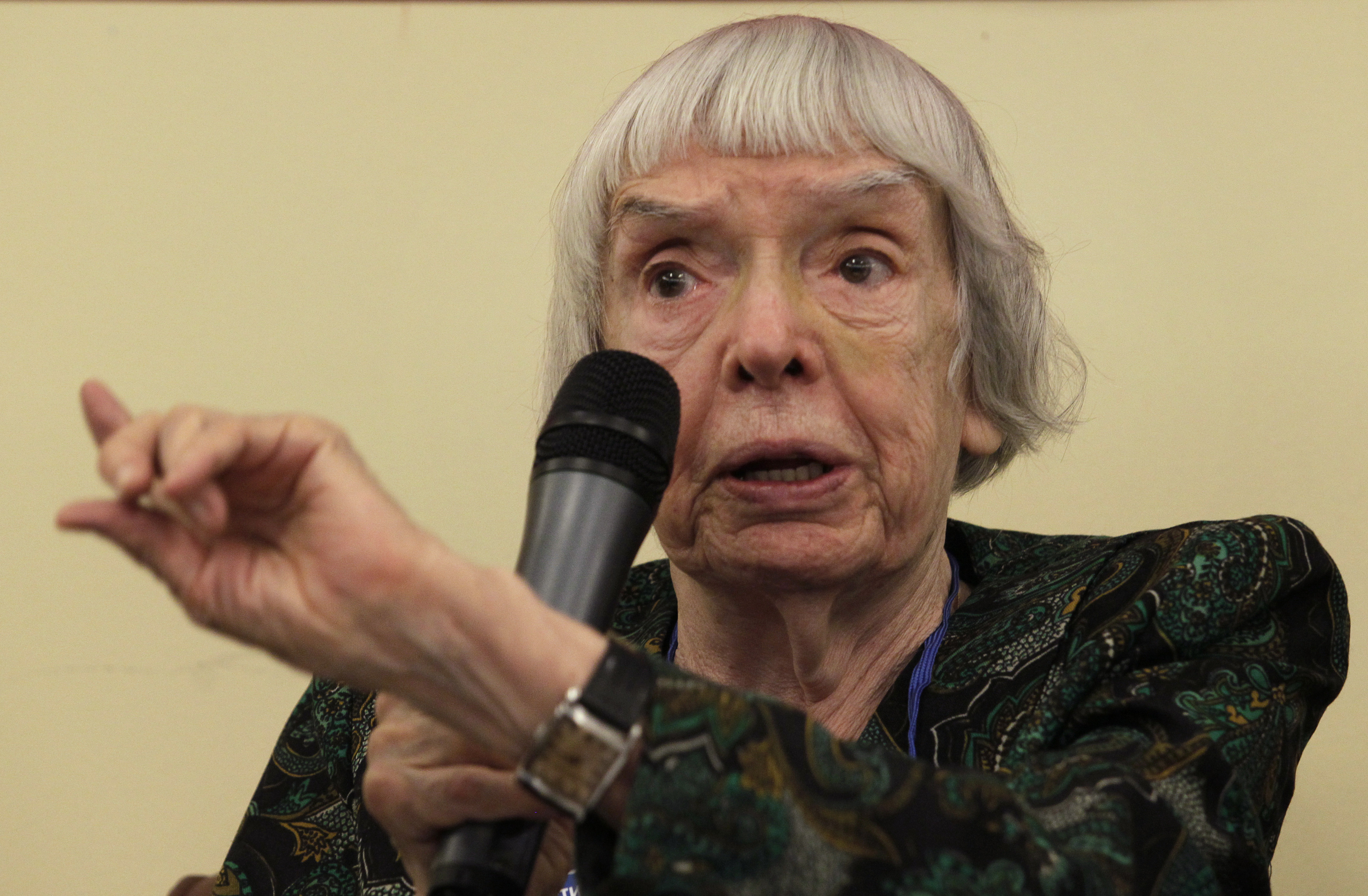
Ljudmila Alexejewa (2014)

Nach dem Zerfall der Sowjetunion kehrte Ljudmila Alexejewa 1993 nach Russland zurück und wurde 1996 zur Vorsitzenden der Moskauer Helsinki-Gruppe gewählt.
Ab 2004 war sie Mitglied im neu gebildeten Menschenrechtsrat beim russischen Präsidenten.
Sie gehörte in den letzten Jahren zu den schärfsten Kritikern der Menschenrechtspolitik der Regierung, insbesondere im Nordkaukasus. Ab Herbst 2009 stand Ljudmila Alexejewa an der Spitze der so genannten Strategie 31, einem institutionalisierten friedlichen Straßenprotest zur Erinnerung an den Paragrafen 31 der Verfassung, der die Versammlungs- und Demonstrationsfreiheit gewährt.
2009 nahm Ljudmila Alexejewa als eine der führenden Mitarbeiterinnen stellvertretend für die Menschenrechtsorganisation Memorial den Sacharow-Preis des europäischen Parlaments an.
2012 gab sie ihren Sitz im Menschenrechtsrat aus Protest gegen dessen Bildung wieder zurück. 2014 kritisierte sie die russische Annexion der Krim scharf. 2015 wurde sie nach mehreren Bitten erneut Mitglied des Menschenrechtsrates.  Ende Oktober 2017 beklagte Alexejewa im Rat gegenüber dem Präsidenten den „hysterischen Hass“, welchen das russische Fernsehen allen (Andersdenkenden) gegenüber sowie dem Rest der Welt entfachen wolle – leider sei die Bildung dieser Atmosphäre des Hasses auch noch erfolgreich.
Im Sommer 2017 wurde sie von Präsident Putin, zu dem Alexejewa nie ihre Abneigung verhehlte, zum Geburtstag besucht.
Sie lebte zuletzt in Moskau und starb dort am 8. Dezember 2018. Die letzten öffentlichen Worte von Alexejewa waren für den siebzigsten Jahrestag der Deklaration der Menschenrechte geschrieben, welchen sie um zwei Tage nicht mehr erlebte. Sie beklagte darin eine durch Propaganda und Manipulation schwache Zivilgesellschaft, eine ebenso schwache Rechtskultur und schwache demokratische Institutionen in Russland sowie den politischen Zynismus und Populismus, welcher auch anderswo das System von Werten und Institutionen nachlässig behandle.
Ljudmila Alexejewas Nachlass befindet sich im Archiv von Memorial Moskau. In der Forschungsstelle Osteuropa an der Universität Bremen wird eine von ihr zusammengestellte Fotosammlung sowjetischer Dissidenten aufbewahrt.

## Ehrungen
- 2004: Olof-Palme-Preis
- 2005: Nominierung zum Friedensnobelpreis innerhalb des Projekts 1000 Frauen für den Friedensnobelpreis 2005[9]
- 2007: Ehrenlegion
- 2008: Orden des litauischen Großfürsten Gediminas
- 2009: Sacharow-Preis des Europäischen Parlaments
- 2009: Großes Verdienstkreuz der Bundesrepublik Deutschland
- 2012: Orden des Marienland-Kreuzes (III. Klasse)
- 2015: Václav-Havel-Menschenrechtspreis des Europarates
- 2017: Staatspreis der Russischen Föderation[10]